# Linda Fierz-David
Linda Fierz-David (Basilea, 1891-Küsnacht, 1955) fue una filóloga suiza.

## Biografía
Fue la primera mujer admitida en la Universidad de Basilea. Coleccionista de libros raros, estudió psicología, antropología, mitología y literatura. Conocería a C. G. Jung en 1920, haciéndose cargo del Club Psicológico de Zúrich en 1928.
Tuvo dos hijos gemelos. Uno de ellos fue el físico Markus Fierz, mientras que el otro, Heiner Fierz, siguió los pasos de su madre hasta convertirse en analista junguiano.
Falleció de cancer en mayo de 1955.

## Obra
- Comentario psicológico del Sueño de Polífilo de Francesco Colonna (1947).
- Reflexiones psicológicas sobre los frescos de la Villa de los Misterios (1955), publicado póstumamente en 1988.[7]